# Зерсхајм
Зерсхајм (њем. Sersheim) општина је у њемачкој савезној држави Баден-Виртемберг. Једно је од 39 општинских средишта округа Лудвигсбург. Према процјени из 2010. у општини је живјело 5.244 становника. Посједује регионалну шифру (AGS) 8118068.

## Географски и демографски подаци
Зерсхајм се налази у савезној држави Баден-Виртемберг у округу Лудвигсбург. Општина се налази на надморској висини од 217 метара. Површина општине износи 11,5 km². У самом мјесту је, према процјени из 2010. године, живјело 5.244 становника. Просјечна густина становништва износи 457 становника/km².

## Међународна сарадња
| Мјесто | Држава  | Врста сарадње | Од    |
| ------ | ------- | ------------- | ----- |
| Канале | Италија | партнерство   | 1974. |
| Извор  |         |               |       |